# Inglis
Inglis és una població dels Estats Units a l'estat de Florida. Segons el cens del 2000 tenia 1.491 habitants.

## Demografia
Segons el cens del 2000, Inglis tenia 1.491 habitants, 670 habitatges, i 426 famílies. La densitat de població era de 157,7 habitants/km².
Dels 670 habitatges en un 22,2% hi vivien nens de menys de 18 anys, en un 49% hi vivien parelles casades, en un 8,2% dones solteres, i en un 36,3% no eren unitats familiars. En el 31% dels habitatges hi vivien persones soles el 15,2% de les quals corresponia a persones de 65 anys o més que vivien soles. El nombre mitjà de persones vivint en cada habitatge era de 2,23 i el nombre mitjà de persones que vivien en cada família era de 2,7.
Per edats la població es repartia de la següent manera: un 20,9% tenia menys de 18 anys, un 5% entre 18 i 24, un 22,3% entre 25 i 44, un 29% de 45 a 60 i un 22,8% 65 anys o més.
L'edat mediana era de 46 anys. Per cada 100 dones de 18 o més anys hi havia 102,7 homes.
La renda mediana per habitatge era de 24.432 $ i la renda mediana per família de 27.734 $. Els homes tenien una renda mediana de 24.342 $ mentre que les dones 20.278 $. La renda per capita de la població era de 14.098 $. Entorn del 18,9% de les famílies i el 22,3% de la població estaven per davall del llindar de pobresa.

## Poblacions properes
El següent diagrama mostra les poblacions més properes.